# Кольо Гюрков
Никола (Кольо) Иванов Гюрков е български революционер, деец на Вътрешната македоно-одринска революционна организация.

## Биография
Роден е през 1882 година в град Щип, тогава в Османската империя, днес в Северна Македония, в голям български търговски род. Чичо му Тасе Гюрков е деец на ВМОРО, убит от турците. Под влияние на натиска на властите и на сръбската пропаганда, още от малък Кольо Гюрков се занимава с революционна дейност. Когато е на 15-16 години е обран и бит от двама турци. Чичо му Тасе се обръща към лидера на Организацията Гоце Делчев, тогава български учител в Щип, който взима Кольо и го учи да работи с револвер, за да може да убие турците. Гюрков застрелва единия и тежко ранява втория, когото по-късно в 1912 година успява да убие в Скопие. След атентата е принуден да бяга в Свободна България, а османският съд го осъжда на смърт за убийство.
В 1900 година се връща в Щип и влиза в терористичната група на ВМОРО в града заедно със Спиро Келеманов, Мите Кусото, Ване Балов, Ефрем Криводолски, Моне Вратести, Моне Сомуниката, Стойче Голубов, Диле Църнийот и други. След два-три месеца след завръщането му, при провал на Организацията, заедно с други 94 души са арестувани и съдени. Гюрков като малолетен е осъден на 12 години и осем месеца и лежи в Куршумли хан в Скопие, където е жестоко мъчен.
В 1904 година е засегнат от общата политическа амнистия, но тъй като щипските турци не го допускат в града, остава в Скопие, където работи като файтонджия. Продължава да се занимава с революционна дейност, като разнася документи и материали на ВМОРО. Работи с Боби Стойчев, Дамян Груев, Тодор Лазаров, Даме Мартинов и Васил Аджаларски.
В 1912 година, при избухването на Балканската война, властите му вземат файтона и Гюрков заминава за Куманово, за да се присъедини към някоя българска чета. Влиза в кратовската чета на Македоно-одринското опълчение, начело със Спиро Дильов и Лазар Дивлянец като куриер. Четата тръгва към Скопие, като по пътя разрушава няколко моста. След това служи в Трета рота на Девета велешка дружина.
В 1913 година заедно с други 97 скопяни е интерниран от сръбските власти в Митровица, където остава 50-60 дена до подписванвето на Букурещкия мирен договор. В 1916 година, при врееменното освобождение на Вардарска Македония по време на Първата световна война, е извикан от околийския управител в Прищина Димитър Влахов и работи като околийски пристав. След това е преместен в Буяновац, където остава до отстъплението на българските войски, с които се оттегля в България.
Умира след Втората световна война.